# Málkov
Málkov är en ort i Tjeckien.   Den ligger i regionen Ústí nad Labem, i den nordvästra delen av landet, 90 km nordväst om huvudstaden Prag. Málkov ligger 399 meter över havet och antalet invånare är 539.
Terrängen runt Málkov är kuperad åt nordväst, men åt sydost är den platt.Runt Málkov är det ganska tätbefolkat, med 72 invånare per kvadratkilometer. Närmaste större samhälle är Chomutov, 6,2 km öster om Málkov. Trakten runt Málkov består till största delen av jordbruksmark.